# Agricoltura biologica

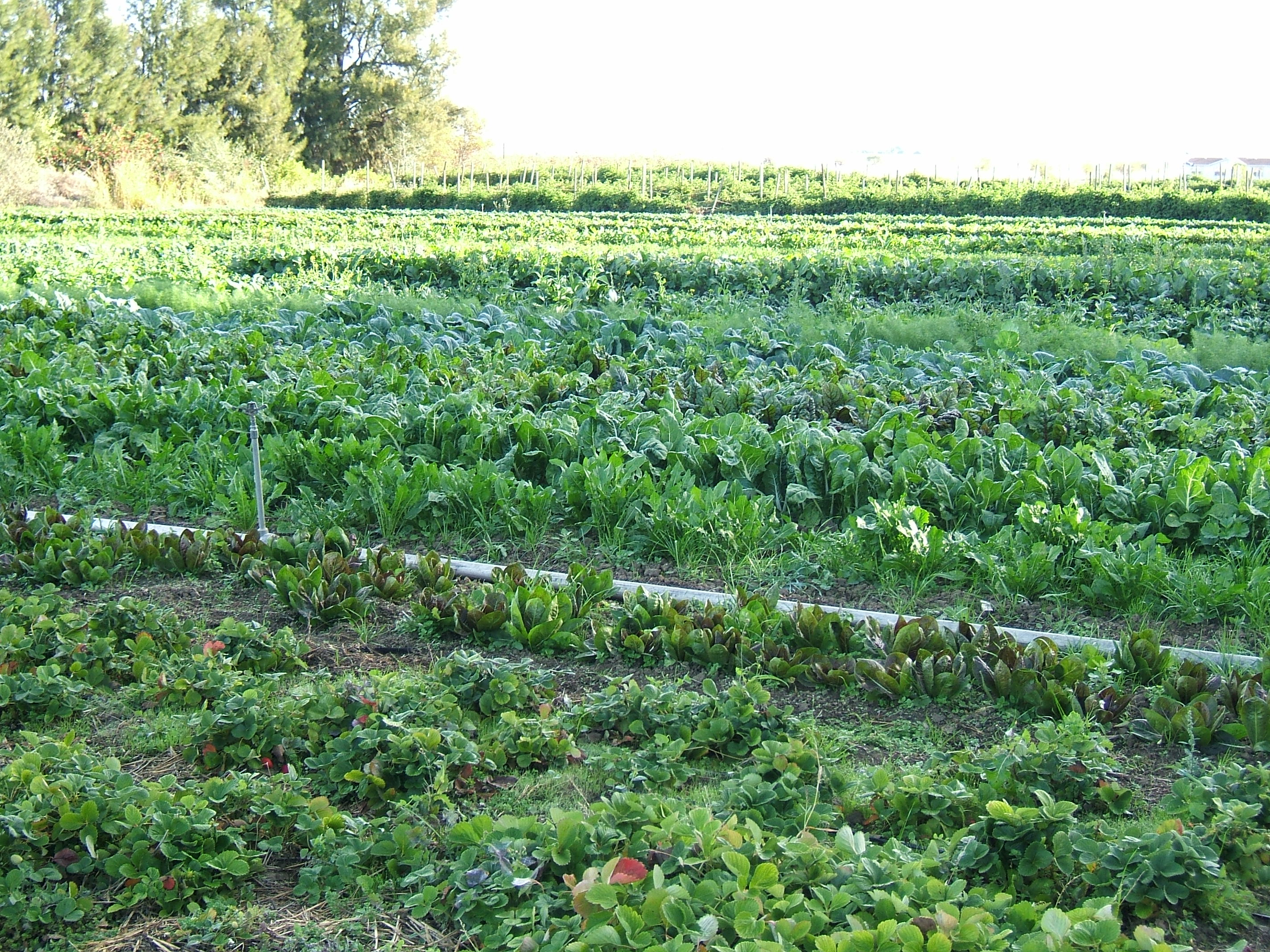
Coltivazione biologica di vari vegetali a Capay, California

L'agricoltura biologica è un tipo di agricoltura che sfrutta la naturale fertilità del suolo, arricchita anche da prodotti naturali, favorendo la biodiversità delle specie domestiche (sia vegetali, sia animali), esclude l'utilizzo di prodotti di sintesi e degli organismi geneticamente modificati (OGM).
Non vi sono evidenze scientifiche che l'agricoltura biologica abbia un minor impatto ambientale dei sistemi non biologici né che i prodotti abbiano maggiori qualità nutritive.

## Definizione
La parola "biologica" deriva da greco bios e significa vita.
La differenza sostanziale tra agricoltura biologica e convenzionale consiste nel livello di prodotti di sintesi chimica introdotti nell'agrosistema: nell'agricoltura convenzionale è possibile utilizzare prodotti di sintesi; al contrario, l'agricoltura biologica è un sistema di certificazione di processo dove questo uso è vietato pressappoco da tutti i sistemi legislativi, a meno delle deroghe.
In agricoltura biologica, tuttavia, vengono utilizzati composti che possono essere stati ottenuti da sintesi chimica, qualora considerati analoghi ai composti naturali, quali ad esempio i feromoni degli insetti. Inoltre, è consentito l'uso delle plastiche. Infine, in determinate condizioni, è possibile anche utilizzare composti di sintesi chimica in deroga (come ad esempio nel caso del trattamento degli olivi contro la sputacchina, l'insetto vettore della Xylella fastidiosa, la causa del CoDIRO) in determinati ambienti e momenti senza che ciò faccia perdere la certificazione.
È controversa l'idea che le sostanze "naturali" abbiano un impatto sull'ambiente realmente minore. Ad esempio il rame, ammesso nella produzione biologica di uva, è da tempo considerato un inquinante, tanto che il suo uso viene sempre più ristretto dall'Unione europea.
Una dicitura sintetica più appropriata avrebbe forse potuto essere una di quelle adottate in altre lingue, agricoltura organica oppure agricoltura ecologica, in quanto mettono in evidenza i principali aspetti distintivi dell'agricoltura biologica, ovvero la conservazione della sostanza organica del terreno o l'intenzione originaria di trovare una forma di agricoltura a basso impatto ambientale. Tuttavia, non esiste alcuna evidenza che i sistemi biologici consentano di conservare meglio la sostanza organica del terreno, soprattutto a causa del ricorso alle lavorazioni del suolo per il contenimento delle specie infestanti, le cui lavorazioni sono tra le principali cause di degradazione della sostanza organica.
I principali obiettivi dell'agricoltura biologica così come sono stati definiti dalla Federazione internazionale dei movimenti per l'agricoltura biologica (International Federation of Organic Agriculture, IFOAM) sono:
- Trasformare il più possibile le aziende in un sistema agricolo autosufficiente attingendo alle risorse locali;
- Salvaguardare la fertilità naturale del terreno;
- Evitare ogni forma di inquinamento determinato dalle tecniche agricole; ma utilizzando più passaggi con le trattrici e quindi inquinare relativamente come una lavorazione convenzionale;
- Produrre alimenti di elevata qualità nutritiva in quantità sufficiente.

## Agricoltura biologica in Europa

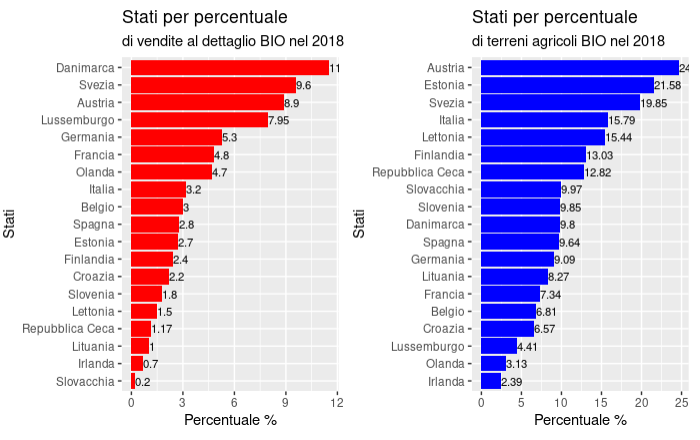
Fonte: https://statistics.fibl.org/europe.html

## Teoria
La filosofia dietro a questo modo di coltivare le piante e allevare gli animali:
- fa riferimento a tecniche e principi per l'utilizzo dei pesticidi in agricoltura antecedenti all'avvio della rivoluzione verde;
- vuole offrire prodotti senza residui di fitofarmaci o concimi chimici di sintesi;
- non vuole, soprattutto, "esternalità" negative, mirando a ridurre l'impatto ambientale su acque, terreni e aria.

Nella pratica biologica sono centrali soprattutto gli aspetti agronomici:
- si utilizzano solo fertilizzanti considerati "naturali" (ossia non di sintesi chimica);
- si praticano rotazioni colturali e lavorazioni attente al mantenimento (o, possibilmente, al miglioramento) della struttura del suolo e della sostanza organica del terreno;
- sono utilizzati antiparassitari che non siano di sintesi chimica e pertanto considerati "naturali"; sono inoltre utilizzati antiparassitari "tradizionali" (come il verderame);
- se possibile, si utilizza la lotta biologica contro i parassiti.
- gli animali sono allevati con tecniche che rispettano il loro benessere e nutriti con mangimi ottenuti secondo i principi dell'agricoltura biologica;
- nell'allevamento sono evitate tecniche di forzatura della crescita e sono proibiti alcuni metodi di allevamento intensivo;
- le malattie degli animali sono curate mediante preparati fitoterapici, limitando i medicinali convenzionali ai casi previsti dai regolamenti.[senza fonte]

Un'interpretazione del concetto di agricoltura biologica tesa alla sovranità alimentare e a una più radicale opposizione alla moderna agricoltura industriale è il principio di autorganizzazione.

### Legislazione
L'agricoltura biologica in Europa è stata regolamentata per la prima volta a livello comunitario nel 1991 con il *Reg. (CEE) nº 2092/91 relativo al metodo di produzione biologico di prodotti agricoli e all'indicazione di tale metodo sui prodotti agricoli e sulle derrate alimentari. Solo nel 1999 con il *Reg. (CE) nº 1804/99 sono state regolamentate anche le produzioni animali.
Il 30 maggio del 2018 è stato pubblicato un nuovo regolamento CE per l'agricoltura biologica, Reg. (CE) nº 2018/848, che abroga i precedenti ed è relativo alla produzione biologica e all'etichettatura dei prodotti biologici sia di origine vegetale sia animale (compresa l'acquacoltura).

## Effettiva qualità degli alimenti biologici
Gli alimenti biologici si sono dimostrati privi di residui di fitofarmaci nelle analisi condotte da Legambiente nell'ambito dello studio Pesticidi nel piatto 2007, ma non per questo maggiormente salubri.
Uno studio dell'ICPS (International centre for pesticides and health risk prevention) del 2007 mostra invece come taluni cibi biologici possano contenere residui di pesticidi. Uno studio comparso sull'Environmental Health Journal nel 2017 mostra come i cibi biologici possano indirettamente arrecare un qualche beneficio alla salute umana ed avanza cautamente l'ipotesi che una più larga applicazione delle medesime tecniche in ambito convenzionale (con particolare riferimento ai pesticidi) possa conseguentemente apportare un uguale beneficio.
Tuttavia, secondo le meta-analisi svolte sulle centinaia di studi esistenti in tema, in particolare da parte della Food Standards Agency e dall'Agenzia Francese per la Sicurezza Alimentare, non è possibile concludere che esistano differenze rimarcabili in quanto ad apporti nutrizionali tra prodotti convenzionali e biologici.
Nella prassi quotidiana, inoltre, differenze qualitative presenti fra prodotti biologici e tradizionali tendono ad appiattirsi ulteriormente a causa delle richieste dell'industria di trasformazione e distribuzione che richiede omogeneità e qualità uniformi per tutte le tipologie di prodotto.
Anche una ricerca finanziata dall'Università di Stanford rileva che tra prodotti biologici e convenzionali non pare esserci alcuna differenza se si considerano gli effetti sulla salute e che, inoltre, i prodotti biologici non risultano in alcun modo più nutritivi. Lo studio riscontra una quantità di fitofarmaci superiore del 30% nei prodotti di agricoltura convenzionale, ma rileva che questa percentuale non incide sulla salute dell'uomo. Un altro studio, in risposta a quello dell'Università di Stanford che si basa su di un campione più elevato di dati, conferma, grossomodo, quanto dichiarato nel primo studio, ma svela che frutta e verdure biologiche hanno un numero maggiore di antiossidanti, tra il 20% e il 40% in più rispetto a quelli coltivati con i metodi tradizionali.

### Il tema delle micotossine
Un'opinione diffusa vuole che i cibi biologici presentino valori più elevati di micotossine, sostanze naturali ad azione tossica prodotte da numerose specie di funghi. Diversi studi su micotossine, aflatossine e altri contaminanti degli alimenti non hanno però evidenziato differenze significative. In particolare, lo studio “Qualità alimentare specifica e sicurezza dei cibi biologici”, presentato alla XXII Conferenza FAO per l'Europa (dal titolo "Food safety and quality as affected by organic farming") enuncia che “si può escludere che la produzione biologica conduca a un rischio di contaminazione da micotossine più elevato", ma conclude rivelando la necessità di ulteriori studi sull'argomento.

## Critiche

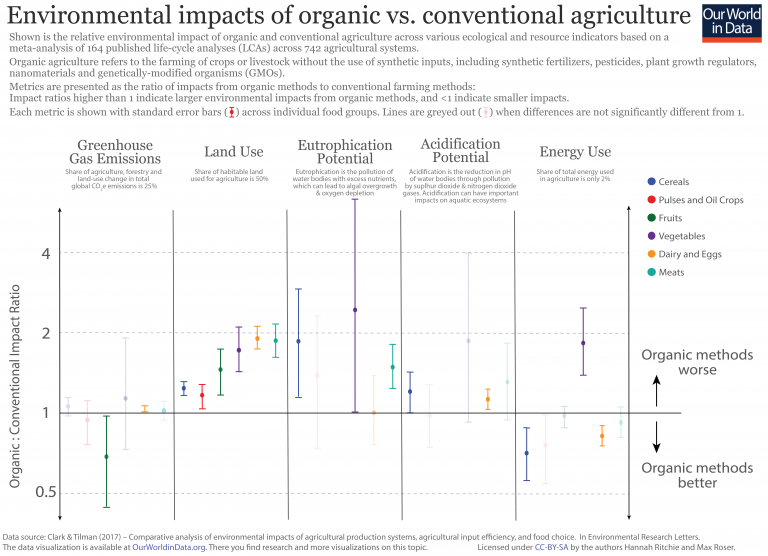
Confronto dell'impatto ambientale dell'agricoltura biologica rispetto a quella convenzionale. Un valore di 1.0 significa che l'impatto di entrambi i sistemi è lo stesso; valori superiori a 1,0 indicano che gli impatti dei sistemi organici sono maggiori (peggiori). Sulla maggior parte dei parametri l'agricoltura biologica ha punteggi peggiori rispetto all'agricoltura convenzionale.

L'agricoltura biologica, soprattutto se vista come modello di sviluppo globale, è stata al centro di dibattiti e critiche. In particolare sono due le principali obiezioni sollevate: la sua non sostenibilità su larga scala e la scarsa scientificità di talune sue pratiche legate all'assioma naturale=buono.

### Sostenibilità
Se è vero che il divieto di usare la maggior parte di prodotti agrochimici di sintesi riduce quella parte dell'impatto ambientale agricolo legata all'immissione di molecole tossiche nell'ambiente, è altresì vero che la produzione biologica ha mediamente rese inferiori del 20-45% rispetto a quella convenzionale e pertanto, per produrre le medesime quantità, sarebbe necessario mettere a coltura il 25-64% di terre in più. Questo però porterebbe alla distruzione di habitat naturali importanti per la biodiversità oltre ad aggravare il problema della fame.
Vi è inoltre la credenza che le pratiche di gestione biologiche consentano di ridurre la percolazione in falda di azoto o che aiutino lo sviluppo delle comunità microbiche del suolo; essa però non è del tutto accurata esistendo al riguardo dati controversi.
In tema di sostenibilità è stato osservato inoltre che l'agricoltura biologica è in grado di avvicinarsi, per molte colture, ai risultati di quella convenzionale solo se accoppiata a una fertilizzazione del terreno. A causa della scarsità di animali allevati in modo biologico è attualmente consentito l'utilizzo anche di fertilizzanti certificati come biologici che di fatto però derivano da produzioni convenzionali. Questa pratica rende le rese dell'agricoltura biologica dipendenti dalla presenza di una forte agricoltura convenzionale, con risultati che non si potrebbero mantenere qualora l'agricoltura biologica, da fenomeno di nicchia, dovesse trasformarsi in un fenomeno globale.

### Scientificità
In agricoltura biologica la scelta dei prodotti e delle molecole utilizzabili è decisa in base alla loro origine, che deve essere naturale. Tale distinzione tra prodotti naturali e di sintesi è però vuota da un punto di vista scientifico e porta all'erronea conclusione che i secondi siano più tossici dei primi. Questo di fatto consente di usare in agricoltura biologica prodotti naturali che presentano tossicità superiori rispetto a quelle di diversi prodotti di sintesi (ad esempio, in passato, era consentito l'uso del rotenone) o il cui impatto ambientale è rilevante come nel caso del solfato rameico, del nitrato di sodio o del verderame. Vi sono inoltre alcune patologie che non sono controllabili con sistemi biologici o per i quali vige la lotta obbligatoria che consente di mantenere la certificazione biologica pur utilizzando prodotti chimici di sintesi per il controllo dell'insetto o della patologia.
In taluni casi, l'impossibilità di usare diserbanti rende necessario un maggior numero di lavorazioni meccaniche e per certe colture queste diventano onerose sia economicamente sia energeticamente, come nel caso del riso biologico.
Questi motivi rendono difficile la coltivazione biologica per molte specie agrarie, specialmente le commodity come il mais e la soia, la maggior parte delle coltivazioni è quindi confinata a specie di più facile gestione come alcune arboree (olivo) e i pascoli e foraggi, che da soli costituiscono circa il 50% della superficie italiana a biologico.

### Imposizioni e sostegni
In conseguenza della mancanza di evidenze scientifiche sui benefici degli alimenti biologici, viene contestata la presunta superiorità degli alimenti biologici (nemmeno la pubblicità dovrebbe farvi riferimento) e criticati i provvedimenti che ne impongano l'utilizzo nelle scuole sostenendo in modo artificiale il settore.

## Diffusione
L'agricoltura biologica in questi anni ha sollevato molto interesse nei consumatori soprattutto a causa di alcuni scandali alimentari (BSE e diossina) pur rimanendo un mercato di nicchia, dovuto in larga parte ai prezzi più alti rispetto ai corrispettivi prodotti convenzionali. In Italia, uno dei Paesi leader nella produzione biologica europea, interessa circa il 6,9% della superficie agricola, di cui più del 50% rappresentato da pascoli e foraggere. Oltre alle considerazioni di tenore ambientale, altri motivi che hanno spinto l'adozione di questo tipo di pratica agricola in generale sono state quelle di tenore imprenditoriale (i consumatori sono disposti a pagare di più per i prodotti biologici) o legate alla disponibilità di finanziamenti dell'Unione europea per l'adozione di pratiche agricole eco-compatibili.

### Le differenze con altri paesi
Dopo un forte rallentamento dei consumi tra il 2004 e il 2007 il mercato italiano si sta sviluppando velocemente e nel 2015 e 2016 si parla di boom: + 18,5% e + 20% (previsto).
Tutte le grandi catene della distribuzione italiana (Coop, Carrefour, Conad, Esselunga, Lidl, ecc.) hanno ormai una loro linea di prodotti biologici.

### Nella ristorazione collettiva
Anche la quota di prodotti biologici utilizzati dalla ristorazione collettiva è in crescita: circa 1 milione di bambini mangiano cibo biologico a scuola (come previsto dalla legge n. 488/1999, art.59 e da altre leggi regionali) e alcune regioni, tra le quali Friuli-Venezia Giulia, Toscana, Marche e Basilicata, erogano anche contributi alle amministrazioni locali che optano per i prodotti biologici. La legge regionale n. 29/2002 dell'Emilia-Romagna impone inoltre l'uso esclusivo di prodotti biologici in nidi d'infanzia, scuole d'infanzia e scuole elementari, mentre dev'essere di produzione biologica almeno il 35% degli ingredienti utilizzati nelle altre refezioni.

## Organismi di controllo
Gli organismi di controllo autorizzati dal Ministero delle politiche agricole (MiPAAF) sono enti di certificazione a cui la legge assegna il compito di verificare il rispetto dei regolamenti attuativi da parte delle aziende biologiche e concedere il proprio marchio da apporre alle etichette dei prodotti venduti dall'azienda associata. Tali organismi devono rispettare il principio di "terzietà" non intrattenendo altri rapporti commerciali o di consulenza con le aziende certificate; l'ICQRF - MiPAAFT, le Regioni e le Province a statuto speciale sono preposte al controllo di questo aspetto.
Gli organismi di controllo effettuano ispezioni presso le aziende associate con cadenza almeno annuale. La valutazione consiste in un sopralluogo di un auditor dell'organismo che controlla il rispetto delle normative e delle procedure, la tenuta dei registri e se necessario, in presenza di sospette violazioni, preleva campioni da sottoporre ad analisi. Tali enti di certificazione, per essere autorizzati dal MiPAAF, devono essere specificatamente accreditati da ACCREDIA.